# Wójcin (powiat żniński)
Wójcin – wieś w Polsce położona w województwie kujawsko-pomorskim, w powiecie żnińskim, w gminie Żnin.
Wieś duchowna Wojucino, własność kapituły katedralnej gnieźnieńskiej, pod koniec XVI wieku leżała w powiecie kcyńskim województwa kaliskiego. W latach 1975–1998 miejscowość należała administracyjnie do województwa bydgoskiego. Według Narodowego Spisu Powszechnego (III 2011 r.) liczyła 234 mieszkańców. Jest dziewiętnastą co do wielkości miejscowością gminy Żnin.